# Neckera puiggarii
Neckera puiggarii là một loài rêu trong họ Neckeraceae. Loài này được Geh. & Hampe mô tả khoa học đầu tiên năm 1879.